# John Stanmeyer
John Stanmeyer (né en mars 1964 en Illinois) est un photojournaliste et photographe américain.

## Biographie
John Stanmeyer commence sa carrière à Tampa en Floride au Tampa Tribune (en) travaillant sur des sujets internationaux concernant l’Europe, l’Afrique et l'Inde. Devenu indépendant, il s'intéresse aux événements d'Asie et du Moyen-Orient. Son travail photographique se concentre beaucoup sur le sentiment humain de détresse. Il s'occupe d'un projet sur le SIDA en Asie avec l'aide de son épouse, Anastasia Stanmeyer. Il fonde l'agence VII.

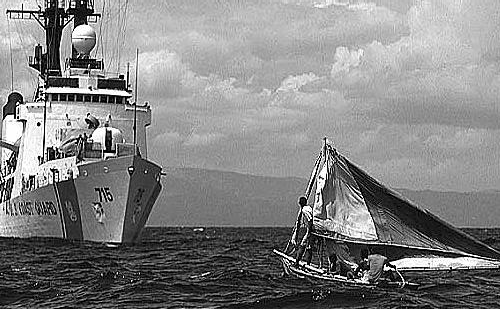
Interception de réfugiés haïtiens en 2002 par le USCGC Hamilton.

John Stanmeyer fournit des documents au Time et au National Geographic sur des sujets ayant trait aux droits de l'homme en Asie et au Moyen-Orient mais aussi sur des problèmes environnementaux.
Il est le lauréat de plusieurs prix comme le prix Robert Capa Gold Medal en 1999. En 2008, il reçoit le National Magazine Award du photojournalisme. Son image de migrants africains près de Djibouti est consacrée World Press Photo of the Year 2013 et 1er Prix Feature Pictures of the Year International.
En 2014, John Stanmeyer est juré du concours de l'association des photographes de presse de la Maison Blanche (White House News Photographers Association) avec Sarah Leen et Tim Rasmussen.

## Prix
- 1999 : 1er prix, Spot News stories World Press Photo
- 1999 : 3e prix, Spot News stories [3]
- 1999 : Prix Robert Capa
- 2003 : deuxième place John Stanmeyer VII / TIME Magazine "Amerasians, Children of Sex Workers" Pictures of the Year International [4]
- 2003 : Magazine Photographer of the Year Pictures of the Year International (POYi)[5],[6]
- 2002 : seconde place VII / TIME Magazine "Afghan Brick Makers in Pakistan" Pictures of the Year International [7]
- 2008 : il reçoit le National Magazine Award du photojournalisme.
- 2014 : Migrants africains près de Djibouti sera consacrée World Press Photo of the Year 2013[1]
- 2014 : 1er Prix Feature Pictures of the Year International [8]

## Livres
- 2010 : Island of the Spirits. Afterhours Group,  (ISBN 978-6-02975-071-3)

## Source de la traduction
- (en) Cet article est partiellement ou en totalité issu de l’article de Wikipédia en anglais intitulé « John Stanmeyer » (voir la liste des auteurs).